# Teretrophora fasciata
Teretrophora fasciata là một loài ruồi trong họ Tachinidae.